# Carniella
Genre
Synonymes
- Marianana Georgescu, 1989

Carniella est un genre d'araignées aranéomorphes de la famille des Theridiidae.

## Distribution
Les espèces de ce genre se rencontrent en Asie du Sud-Est, en Asie de l'Est, en Asie du Sud, en Europe et en Angola.

## Liste des espèces
Selon World Spider Catalog (version 21.5, 04/10/2020) :
- Carniella brignolii Thaler & Steinberger, 1988
- Carniella coreana Kim & Yoo, 2018
- Carniella detriticola (Miller, 1970)
- Carniella foliosa Gao & Li, 2014
- Carniella forficata Gao & Li, 2014
- Carniella globifera (Simon, 1899)
- Carniella krakatauensis Wunderlich, 1995
- Carniella nepalensis Tanasevitch & Marusik, 2020
- Carniella orites Knoflach, 1996
- Carniella schwendingeri Knoflach, 1996
- Carniella siam Knoflach, 1996
- Carniella strumifera Gao & Li, 2014
- Carniella sumatraensis Wunderlich, 1995
- Carniella tsurui Ono, 2007
- Carniella weyersi (Brignoli, 1979)

## Publication originale
- Thaler & Steinberger, 1988 : « Zwei neue Zwerg-Kugelspinnen aus Österreich (Arachnida: Aranei, Theridiidae). » Revue suisse de Zoologie, vol. 95, p. 997-1004 (texte intégral).